# Marquesado de Casa Fuerte
El marquesado de Casa Fuerte es un título de la nobleza española otorgado a Juan Vázquez de Acuña y Bejarano, capitán general de los Reales Ejércitos, virrey de Aragón, Mallorca y Nueva España, caballero de la Orden de Santiago, por el rey Felipe V de España, mediante real decreto del 12 de julio de 1708, real despacho del 27 de febrero de 1709, con el vizcondado previo de Hinestrosa.
En la actualidad, el marquesado de Casa Fuerte es titularidad de la familia Álvarez de Toledo, tras el matrimonio de María del Carmen Lucía Acuña y Dewitte, IX marquesa de Casa Fuerte, con José María Álvarez de Toledo y Palafox, XIV duque de Bivona, que era el tercer hijo de Francisco de Borja Álvarez de Toledo y Gonzaga, XVI duque de Medina Sidonia.

## Los marqueses de Casa Fuerte
- Juan Vázquez de Acuña y Bejarano (Lima, 22 de febrero de 1658-México, 17 de marzo de 1734), I marqués de Casa Fuerte.

Le sucedió su sobrino;
- Joaquín José de Acuña y Figueroa (Lima, 20 de marzo de 1662-Madrid, 6 de octubre de 1736),[4] II marqués de Casa Fuerte,[1] II marqués de Escalona.[5] Era hijo de Íñigo de Acuña y Castro, I marqués de Escalona y de su esposa María Serafina de Figueroa y Mendoza,[4] y sobrino carnal del primer marqués de Casa Fuerte,[6] Juan Vázquez de Acuña y Bejarano, quien, al no tener descendencia, le legó en su testamento sus bienes y el marquesado.[1]  :: Contrajo dos matrimonios: el primero con Isabel Vázquez de Coronado y el segundo con Isabel de Losada Rodríguez de Ledesma. Le sucedió su hijo del primer matrimonio;

- Juan Manuel de Acuña y Vázquez-Coronado (Madrid, 26 de mayo de 1695-30 de octubre de 1742),[7] III marqués de Casa Fuerte y III marqués de Escalona.

Casó en Madrid, el 26 de mayo de 1695, con María Micaela de Prado Rodríguez, marquesa de Prado desde 1746. Le sucedió su hijo;
- Francisco Xavier de Acuña y Prado (m. 1748), IV marqués de Casa Fuerte y IV marqués de Escalona.[5]

Falleció con 21 años sin descendencia y le sucedió su hermano;
- Joaquín Ciro de Acuña y Prado (Madrid, 28 de febrero de 1738-Madrid, 15 de junio de 1795), V marqués de Casa Fuerte,[8]  marqués de Escalona,[9] V marqués de Prado,[7][9] IV marqués de Villanueva de las Torres, VIII conde de Obedos y VII conde de Gramedo.[9]

Contrajo un primer matrimonio con María Josefa Gayoso de los Cobos Sarmiento (m. Madrid, 1764), hija de Fernando Gayoso Arias Ozores López de Lemos, VII conde de Amarante y II marqués das Penas y la Mota,  María osefa Sarmiento de los Cobos Bolaños Castro.. Sin descendencia.
Volvió a casar, en Madrid (San Sebastián), el 23 de julio de 1765, con María Cayetana Fernández de Miranda Villacís (Madrid, 24 de mayo de 1743-25 de agosto de 1817), hija de Sancho Fernández de Miranda Ponce de León, IV marqués de Valdecarzana, y de su esposa Ana Catalina de Villacís y de la Cueva. Le sucedió su hijo del segundo matrimonio;
- Antonio María de Acuña y Fernández de Miranda (Madrid, 30 de marzo de 1766-Lucena, 26 de marzo de 1810),[7], VI marqués de Casa Fuerte,[13] VI marqués de Escalona,[9][14] IX marqués de Bedmar, grande de España desde el 22 de enero de 1799,[15] VII marqués de Prado, VI marqués de Villanueva de las Torres y X conde de Obedos.[13]

Casó, el 22 de diciembre de 1799, con Rosa María de Carvajal Manrique de Lara (Lima, ca. 1765-17 de enero de 1840) de quien no hubo descendencia. Le sucedió su hermano;
- Manuel Lorenzo de Acuña y Fernández de Miranda (baut. Madrid (San Martín), 10 de agosto de 1767-24 de marzo de 1824),[15][16] VII marqués de Casa Fuerte,[13] VII marqués de Escalona,[12][13] XII y último señor de Bedmar,[14] X marqués de Bedmar, grande de España,[15] VII marqués de Villanueva de las Torres, VIII marqués de Prado[16] X conde de Obedos y VIII conde de Gramedo.[14] [13]

Casó, el 16 de septiembre de 1805, con María Antonia Dewitte Rodríguez de Alburquerque. (m. 22 de marzo de 1837).
- Manuel Antonio de Acuña y Dewitte (Madrid, 22 de mayo de 1821-Madrid, 16 de mayo de 1883),[18][14] VIII marqués de Casa Fuerte,[13]  VIII marqués de Escalona, XI marqués de Bedmar, grande de España,[15] marqués de Villanueva de las Torres (título que cedió a su hermana María Cayetana),[9] conde de Obedos, conde de Gramedo y vizconde de Villar de Farfán.[19]

Contrajo matrimonio, en París el 23 de noviembre de 1842, con Lucía Palladi Calimachi (m. 1860). Después contrajo un segundo matrimonio en Madrid el 15 de abril de 1861 con Catalina de Montufar y García Infante. En el marquesado de Casa Fuerte le sucedió su hermana;
- María del Carmen Lucía de Acuña y Dewitte (1817-1888), IX marquesa de Casa Fuerte.

.. Casó, en París en 1837, con José María Álvarez de Toledo y Palafox, XIII duque de Bivona. Un retrato suyo, realizado por Sophie Liénard sobre porcelana, se exhibe en el Museo del Prado. Le sucedió su hijo;
- Pedro Álvarez de Toledo y Acuña (Nápoles, 29 de septiembre de 1847-1890), X marqués de Casa Fuerte. Fue diputado en el Congreso de Diputados por el distrito de Palma de Mallorca, en las legislaturas 1884-1885 y 1885-1886.[20]

Contrajo matrimonio con Flavia Lefèbre y Doria. Le sucedió su hijo;
- Illán Álvarez de Toledo y Lefèbvre (1882-1962), XI marqués de Casa Fuerte.

Casó con Ivonne Giraud y Colom, le sucedió, al reclamar el título vacante;
- Alonso de Heredia y del Rivero (baut. en Limpias, 10 de septiembre de 1898-30 de octubre de 1983),[15] XI marqués de Casa Fuerte, XI marqués de Escalona,[13] XIV marqués de Bedmar, grande de España,[15] XI marqués de Prado, XIV conde de Obedos,  XII conde de Gramedo y XI condado de Montalvo|conde de Montalvo y .[15]

Contrajo matrimonio, en Córdoba el 10 de octubre de 1923, con Isabel de Albornoz Martel Portocarrero y Arteaga (m. Córdoba, 1 de noviembre de 1989). Le sucedió su nieto en 1985:
- Julio Heredia y Halcón, XIII marqués de Casa Fuerte entre 1985-1992. En 1982 solicitó la real carta de sucesión a consecuencia de distribución de su abuelo, Alonso de Heredia y del Rivero.[22]

- Juan Illán Álvarez de Toledo y Giraud (París, 16 de mayo de 1926-ibid. 10 de julio de 2012), XIV marqués de Casa Fuerte.[23] Hijo del XI marqués de Casa Fuerte.

Contrajo matrimonio con Dolores Arámburu y Houlín. Le sucedió su hija nacida de su relación con Patricia Peralta-Ramos y Madero.
- Cayetana Álvarez de Toledo y Peralta-Ramos, XV marquesa de Casa Fuerte, desde 2013.[24] El 20 de octubre de 2001 se casó con el empresario catalán Joaquín Güell Ampuero (de los condes de Güell), con quien tiene dos hijas.[25] En enero de 2018 la pareja se divorció.[26]